# CA General Mitre
General Mitre – argentyński klub piłkarski z siedzibą w mieście San Martín leżącym w obrębie zespołu miejskiego Buenos Aires.

## Osiągnięcia
- Mistrz drugiej ligi: 1920

## Historia
Klub General Mitre tylko raz wystąpił w pierwszej lidze - w 1921 roku klub po rozegraniu 19 meczów wycofał się z rozgrywek. Klub odniósł 4 zwycięstwa, 3 razy zremisował i poniósł 12 porażek, uzyskując 11 punktów. General Mitre zdobył 15 bramek i stracił 26 bramek.